# Pászka Imre
Pászka Imre (Kézdivásárhely, 1949. május 22. –) magyar szociológus, egyetemi tanár.

## Pályafutása
A szülei Pászka Imre asztalos és Bereczki Regina háztartásbeli.Gyermekei: Csanád-Zoltán (1975) antropológus-pilóta, Orsolya-Andrea (1978) tanár, Ilona-Anna (1988) jogász, Imre-Ágoston (1993) nemzetközi jogász (PhD 2022)
1957-1964 között a Málnás községi általános iskolában tanult. 1964-1967 között a sepsiszentgyörgyi Székely Mikó Kollégiumban volt középiskolás. 1968-tól 1973-ig a kolozsvári Babeș–Bolyai Tudományegyetem diákja volt. 1992-1994 között a Leuveni Katolikus Egyetemen tanult.
1973-1975 között a Korondi Líceumban történelmet oktatott. 1975-től 1979-ig a Hargita megyei ifjúsági kulturális titkár volt. 1980-1988 között a temesvári Szabad Szó munkatársa volt. 1992-1995 között a Juhász Gyula Tanárképző Főiskola főiskolai tanára volt. 1995 óta a Szegedi Tudományegyetem Bölcsészettudományi Karának szociológiai tanszékén oktat.
Kandidátus (MTA 1991), habilitált (2001), Magyar Tudományos Akadémia (MTA) doktora (2012), egyetemi tanár.
Kutatási területe: történet- és tudásszociológia.
Ösztöndíjak: Soros (1990-1991), Université Catholique de Louvain (1992-1994), Universitatea Bucuresti (1998), Széchenyi (2002-2005), Campus Hungary (2013). Tanulmányutak: Tübingen, Heidelberg (1991), University of Chicago, University of Michigan, -Ann Arbor -USA, University McMasters – Hamilton-Kanada (2014), Krakkó,Jagelo-Egyetem (2018.)
Vendégtanár: 1996, 1997, 1998 Univ. Novi-Sad, 2002, 2004-2006, 2013 Babes-Bolyai Tudományegyetem, Kolozsvár

### Tudományos testületek
- MTA Bolyai Ösztöndíj Bizottság szakértői testület (2012-2018)
- MTA, Szociológiai Bizottság tagja (2012-től)
- MTA Szegedi Területi Bizottsága, Szociológia Munkabizottság alapító elnöke (1997-től)
- MTA Szegedi Területi Bizottság, Szociológia Munkabizottság köteteinek sorozatszerkesztője (2007-től)
- Belvedere, történelem-és társadalomtudomány (SZTE)szerkesztőbizottsági tagja (2005), elnöke ( 2022)
- Belvedere szociológia angol nyelvű különszámainak szerkesztője (2012-től)
- Erdélyi Társadalom (BBTE Kolozsvár), társadalomtudományi szakfolyóirat tanácsadó testületének tagja (2007-től)
- Erdélyi Magyar Filozófiai Társaság tagja (2011-től)
- Magyar Szociológiai Társaság tagja (1990-től)
- SZTE, BTK, Filozófia Doktori Iskola törzstagja (2006-tól)
- Templeton-program, tehetséggondozás – mentor (2016-tól)

## Művei
- Együtthatás – Reprezentációk. III. A Kárpát-medence a természet és történelem műhelyében (Kis Jégkorszak – Járványok 2.). III. kötet. 2024. Szeged. Szegedi Egyetemi Kiadó – Belvedere Kiadó
- Együtthatás – Reprezentációk. I. A Kárpát-medence a természet és történelem műhelyében (Kis Jégkorszak – Létfenntartás).I. kötet. (II. Javított kiadás). 2020. Szeged. Szegedi Egyetemi Kiadó – Belvedere Kiadó
- Együtthatás – Reprezentációk. II. A Kárpát-medence a természet és történelem műhelyében (Kis Jégkorszak – Járványok). II. kötet. 2020. Szeged. Szegedi Egyetemi Kiadó – Belvedere Kiadó
- Együtthatás – Reprezentációk. I. A Kárpát-medence a természet és történelem műhelyében (Kis Jégkorszak).I. kötet. 2019. Szeged. Belvedere Kiadó
- A társas világ környezetei. 2016. Szeged. Belvedere Kiadó
- Sociology of narrative story forms. Life story, autobiohraphy; (Ford. Volford István et al.). 2010. Cluj. Presa Universitara Clujeana
- Narratív történetformák a megértő szociológia nézőpontjából. (II. bővített kiadás). 2009. Szeged. Belvedere Kiadó – Szegedi Egyetemi Kiadó.
- Elit, elitek a lokális kistérségi társadalomban; 2010. Szeged. Belvedere Meridionale–Szegedi Egyetemi Kiadó
- Teme de sociologia romaneasca a modernitatii . 2008. Cluj (Kolozsvár). Editura Grinta
- Narratív történetformák a megértő szociológia nézőpontjábóI. (I. kiadás), 2007. Szeged, Belvedere Kiadó
- A fordított folyamatok struktúrái. 2006. Szeged. Belvedere Kiadó
- Kristó Gyula: Ardealul Timpurie. (műfordítás). 2004. Szeged. SZTE. Középkor Műhely
- Román hivatáselit, 1999, Budapest. Osiris Kiadó
- Román eszmetörténet. 1994, Budapest, Aetas – Századvég Kiadó
- Bölcsesség útja. 1988, Bukarest. Kriterion Kiadó
- Struktúrák és közösségek. 1984. Bukarest. Kriterion Kiadó

Összes publikációit, szerkesztett, lektorált köteteit lásd: MTA MTMT, MTA Doktori Tanács adattáraiban.

## Elismerései
- Mestertanár diploma+aranyérem (2007)
- SZTE Rektori elismerő diploma (2009)
- Céhem vándorkönyvei. Tanulmányok a 60 éves Pászka Imre tiszteletére; szerk. Jancsák Csaba, Nagy Gábor Dániel, Szűcs Norbert; 2009. Szeged. Belvedere Kiadó
- MTA Szegedi Területi Bizottsága Elismerő oklevél és ezüstérem (2017)
- Tanulmányok a társadalomról. IV. 2019. Szeged. A kötet a 70 éves Pászka Imrének a Szegedi Tudományegyetem nyugalmazott szociológiaprofesszorának ajánljuk